# Hyleorus hoyti
Hyleorus hoyti là một loài ruồi trong họ Tachinidae.